# Amore mio (film, 2023)
Pour les articles homonymes, voir Amore mio.
Pour plus de détails, voir Fiche technique et Distribution.
Amore mio est un film français réalisé par Guillaume Gouix sorti en 2023. Il s'agit du premier long métrage réalisé par Guillaume Gouix.

## Synopsis
Lola perd brutalement Raphaël, son mari, et refuse de se rendre à l'enterrement de celui-ci. Elle convainc sa grande sœur, Margaux, de prendre la route pour fuir le plus loin possible accompagnée de son fils Gaspard. A travers ce périple qui les mène vers l'Italie, les deux sœurs réapprennent à se découvrir en tant qu'adulte.

## Fiche technique
Sauf indication contraire, les informations mentionnées dans cette section peuvent être confirmées par les bases de données cinématographiques IMDb et Allociné,  présentes dans la section « Liens externes ».
- Titre original français : Amore mio
- Réalisation : Guillaume Gouix
- Scénario : Guillaume Gouix, Camille Lugan, Fanny Burdino
- Musique : Alban Claudin
- Décors : Michel Schmitt
- Costumes : Caroline Di Paolo
- Photographie : Noé Bach
- Son : Philippe Grivel
- Montage : Louise Decelle
- Production : Nicolas Blanc, David Coujard
- Société(s) de production : Agat Films & Cie, Urban Distribution
- Société(s) de distribution : Urban Distribution, Urban Sales
- Budget : 1,2 million €
- Pays de production :  France
- Langue originale : français
- Format : couleur - 1,33:1
- Genre : drame
- Durée : 80 minutes
- Dates de sortie : France : 1er février 2023 (sortie nationale)

## Distribution
Sauf indication contraire, les informations mentionnées dans cette section peuvent être confirmées par la base de données cinématographiques Allociné,  présente dans la section « Liens externes ».
- Alysson Paradis : Lola
- Élodie Bouchez : Margaux
- Félix Maritaud : Raphaël
- Viggo Ferreira-Redier : Gaspard

## Production

### Tournage
Le tournage du film peut être qualifié d'itinérant. C'est d'abord en Nouvelle-Aquitaine que le tournage a pris place à partir du 3 août 2021. Des scènes ont été tournées à Barbezieux-Saint-Hilaire en Charente notamment dans le centre routier Le Relais. Puis le tournage a pris la direction de la Haute-Vienne pour des scènes filmées dans la commune de Cognac-la-Forêt ainsi que Cussac. La ville de Limoges a par la suite accueilli le tournage. Des séquences ont été aussi tournées au Château de Ligoure. Une partie du tournage s'est également déroulé en Sardaigne.

## Distinctions

### Récompenses
- Festival international du film de Saint-Jean-de-Luz 2022 : Prix du jury jeune[4]

### Sélections
- Arras Film Festival 2022 : Découvertes européennes[5]
- Festival du film francophone d'Angoulême 2022 : Nouveaux Regards[6]
- Festival international du film francophone de Namur 2022[7]